# Drosophila cryptica
Drosophila cryptica este o specie de muște din genul Drosophila, familia Drosophilidae, descrisă de De și Gupta în anul 1996. Conform Catalogue of Life specia Drosophila cryptica nu are subspecii cunoscute.